# Guembelia hamulosa
Guembelia hamulosa là một loài Rêu trong họ Grimmiaceae. Loài này được (Lesq.) Ochyra & Żarnowiec mô tả khoa học đầu tiên năm 2003.